# Xyridacma alectoraria
Xyridacma alectoraria là một loài bướm đêm trong họ Geometridae.